# Marie Mélisou
Marie Mélisou, née le 2 janvier 1962 à Fontenay-aux-Roses et morte le 2 mars 2017 à Toulouse,, est une écrivaine française. Elle a écrit de nombreux romans jeunesse, ainsi que des albums pour les plus petits. Elle est par ailleurs poétesse et nouvelliste dans le monde adulte.

## Biographie
Marie Mélisou intervient régulièrement dans les écoles et collèges pour expliquer son métier et parler de ses livres. Elle anime des ateliers d'écriture en primaire, collèges, lycées ou avec des adultes dans des comités d'entreprises, par exemple.
Ses livres sont ponctués de nombreux dialogues dans des ambiances humoristiques ou poétiques. Son travail s'inscrit sur les différences ou les similitudes qui séparent ou rassemblent les êtres humains.